# André Turp
André Turp (Mont-real, 21 de desembre de 1925 - Mont-real, 25 de febrer de 1991) va ser un tenor quebequès, particularment associat als repertoris francès i italià.

## Vida i carrera
André Turp va rebre lliçons privades de veu amb Édouard Woolley i Frank H. Rowe, abans d'entrar al Conservatori de Música de Montreal, on era alumne de Ruzena Herlinger. Aleshores va rebre una beca i es va dirigir a Itàlia per estudiar amb Hélène Vita. Va debutar l'any 1950 en operetes amb les "Variétés Lyriques", a Montreal. També va participar en diversos programes amb la Canadian Broadcasting Corporation. Una nota biogràfica del Covent Garden en la seva primera aparició a aquest teatre va revelar que havia aparegut en vint-i-una operetes d'Offenbach.
El seu veritable debut operístic va tenir lloc el 1956 a New Orleans, on va cantar Roméo a Roméo et Juliette, Rodolfo a La Bohème, i Cavaradossi a Tosca. Després va aparèixer amb l'Opera Guild de Montreal, a la fi dels anys cinquanta, com Macduff a Macbeth i Fenton a Falstaff .
El seu gran èxit va arribar a Londres, a la Royal Opera House, on va debutar el 5 de febrer de 1960, com a Edgardo a Lucia di Lammermoor, davant de Joan Sutherland. Després va aparèixer amb aquesta companyia durant diverses temporades en nombrosos papers incloent; el duc de Màntua, Alfredo, Turridu, Rodolfo, Cavaradossi, etc. Va ser convidat al Festival de Glyndebourne el 1961, on va cantar en Elegy for Young Lovers de Henze.
Al voltant del mateix temps, va començar una llarga associació amb l'Opéra-Comique i l'Òpera Garnier, afegint al seu repertori papers com Werther (un paper que va cantar amb gran èxit aproximadament en 500 ocasions a Europa), Faust, Don José a Carmen, Hoffmann a Les Contes d'Hoffmann, etc. També va aparèixer a Suïssa, Espanya i Portugal.
A la dècada de 1970, a la BBC, va participar en actuacions de les versions originals de Simon Boccanegra i Don Carlos de Verdi, que recentment han estat publicades per Opera Rara.
Turp es va retirar dels escenaris el 1983. Va ser professor al Conservatori de Música de Mont-real des de 1979 fins a 1989, i va formar part de jurats de concursos internacionals de Tolosa i Verviers.
Va cantar diverses temporades al Gran Teatre del Liceu de Barcelona i per les seves actuacions va rebre la Medalla d'Or del Gran Teatre del Liceu.